# Ратьзя (бухта)
Бухта Ратьзя́ (вьет. Vịnh Rạch Giá) — бухта на юго-востоке Сиамского залива в территориальных водах Вьетнама. В бухте расположен одноимённый город. Бухту ограждает остров Рай, в неё впадают с востока реки Кайбе, Кайлон, а также воды Меконга через каналы. Ближайший крупный остров — Фукуок, крупнейший вьетнамский остров. Поблизости расположен полуостров Камау.